# 타이추
타이추(太杵, ᡨ᠋᠊ᠠᡳᠴᡠ Taicu, ?-?)는 여허나라씨(葉赫那拉氏)로, 해서여진(海西女眞) 여허(Yehe, 葉赫) 수장이다.

## 생애
타이추는 여허 수령 추쿵거(Cukungge, 祝孔革)의 아들이다. 타이추의 두 아들 칭기야누(Cinggiyanu, 淸佳砮)와 양기누(Yangginu, 楊吉砮)는 여허 수장이다. 도광(道光) 연간 편찬된 『엽혁나란씨팔기족보(여허나라씨팔기족보)(葉赫那蘭氏八旗族譜)』에는 칭기야누와 양기누는 타이추의 조카이자 타이추의 동생 타이탄주(台坦住)의 아들들로 나와 있다.:129—130 가족 관계 외에, 타이추의 생애에 관한 기록은 없다. 가정(嘉靖) 37년(1558) 음5월 경신(庚申)일, 해서이도독(海西夷都督) 왕타이(王台) 등은 자하보(紫河堡) '도변이추(盜邊夷酋, 변방을 도둑질하는 오랑캐 추장) 태출(台出)' 등과 이들이 노략한 물품을 명(明) 조정에 바쳤다. 일부 학자는 이 '태출'을 타이추로 본다.:101

## 같이 보기
- 여진의 지도자 목록